# Révolte slave de 983

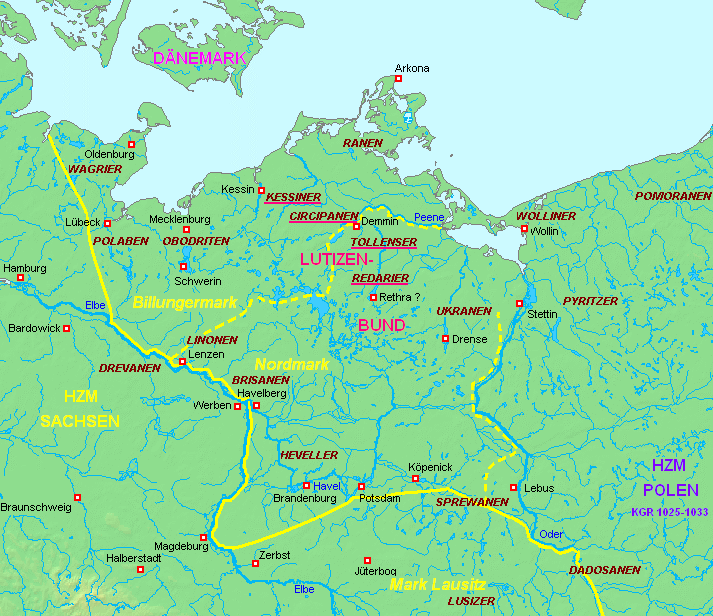
Territoire de la fédération des Lutici après 983, au-delà de la frontière orientale du royaume de Germanie (encadré en jaune).

Lors de la révolte slave de 983, les tribus polabes, les Wendes, les Lutici et les Obotrites, qui vivaient à l'est de l'Elbe, dans l'actuelle Allemagne du Nord-Est, renversèrent la domination ottonienne sur les terres slaves et rejetèrent la christianisation menée par l'empereur Otton Ier.

## Contexte
Les peuples slaves vivant entre l'Elbe et la côte baltique avaient été conquis et nominalement convertis au christianisme lors des campagnes du roi allemand Henri l'Oiseleur et de son fils Otton Ier, qui en 962 fut couronné empereur du Saint-Empire romain germanique. Otto avait récemment vaincu une alliance de tribus Obotrites et Circipanes lors de la Bataille de la Raxa (en), en 955. La zone conquise à l'est du duché allemand de Saxe fut initialement organisée au sein de la vaste marche orientale saxonne sous la supervision du margrave Gero, puis subdivisée en marches plus petites à sa mort en 965.
Afin de stabiliser son règne, Otton encouragea la conversion de la population slave, en établissant les évêchés de Havelberg et de Brandebourg en 948, suivis de l'archevêché de Magdebourg en 968, qui mena une œuvre missionnaire actif,.

## Le soulèvement des Slaves
En 981, l'archevêque Adalbert de Magdebourg, apôtre des Slaves, mourut et son successeur Gisilher (en) dut lutter contre la résistance du chapitre de Magdebourg. Il était soutenu par l'empereur Otton II, qui était cependant en campagne en Italie, où il subit une défaite désastreuse contre les Kalbides siciliens lors de la bataille de Stilo en 982 et mourut l'année suivante sans être retourné en Allemagne, laissant son fils mineur Otton III sous la tutelle des impératrices Théophane et Adélaïde.
Alors que des dissensions internes régnaient au sein du Saint-Empire romain germanique, les forces slaves dirigées par les Lutici se révoltèrent et chassèrent les représentants politiques et religieux de l'Empire. A partir du sanctuaire slave de Rethra, le siège épiscopal de Havelberg fut occupé et pillé le 29 juin 983, suivi trois jours plus tard par Brandebourg et de nombreuses bourgades jusqu'au fleuve Tanger (en) à l'ouest. Selon le chroniqueur contemporain Thietmar de Mersebourg, les Obotrites rejoignirent les Lutici, dévastèrent un monastère Saint-Laurent à Kalbe, l'évêché d'Oldenbourg, et attaquèrent même Hambourg,.
Une armée saxonne rassemblée à la hâte ne parvient qu'à retenir les Slaves derrière l'Elbe. La Marche du Nord et la Marche de Billung sont perdues perdues. La Marche de Lusace ainsi que les marches adjacentes de Zeitz, Mersebourg et Meissen au sud ne prirent quant à elles pas part au soulèvement.

## Conséquences
À partir de 985, plusieurs princes de l'Empire menèrent des campagnes annuelles avec les princes chrétiens polonais Mieszko Ier et Boleslas le Vaillant pour soumettre la région, mais ces campagnes échouèrent. En 1003, le roi Henri II de Germanie tenta une approche différente : il s'allia aux Lutici et déclara la guerre à Boleslas. Ceci eut pour conséquence de stabiliser l'indépendance des Lutici et d'assurer que la région resterait gouvernée par les Polabes et non christianisée jusqu'au XIIe siècle.
Les conséquences immédiates du soulèvement furent un arrêt presque complet de l’expansion allemande vers l’est pour les 200 années suivantes. Pendant la majeure partie de cette période, les diocèses de Brandebourg et de Havelberg n'existeraient que sous forme de titre, les évêques résidant à la cour royale. Ce n'est qu'au XIIe siècle, après la croisade wende de 1147 et l'établissement du margraviat de Brandebourg sous le prince ascanien Albert l'Ours en 1157, que la colonisation à l'est de l'Elbe furent reprises ; suivies par les terres du nord du Mecklembourg, où, après plusieurs années de combats contre le prince obotrite Niklot, son fils Pribislav se déclara en 1167 vassal du duc saxon Henri le Lion,.